# Gerard Snelder

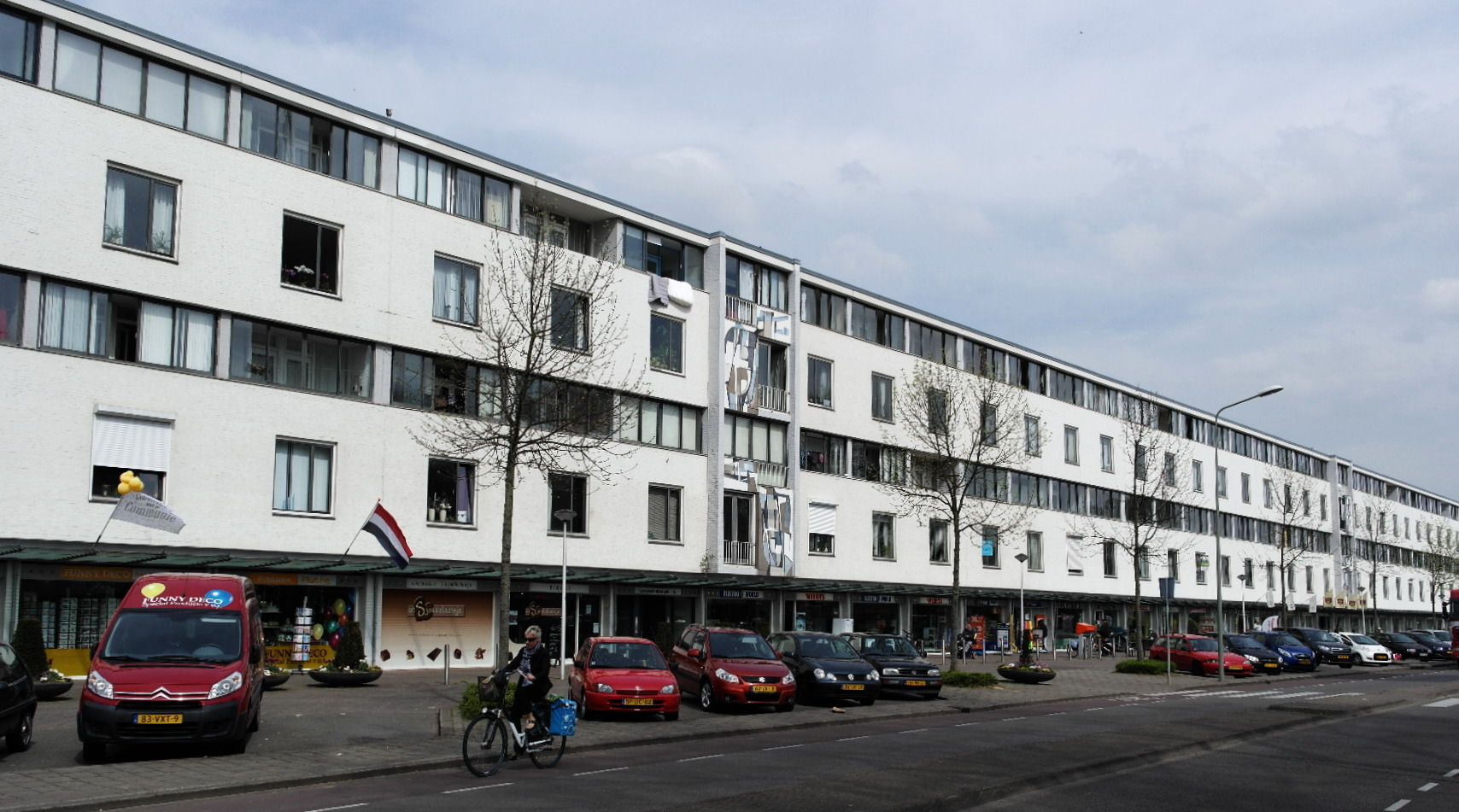
Winkelcentrum Caberg

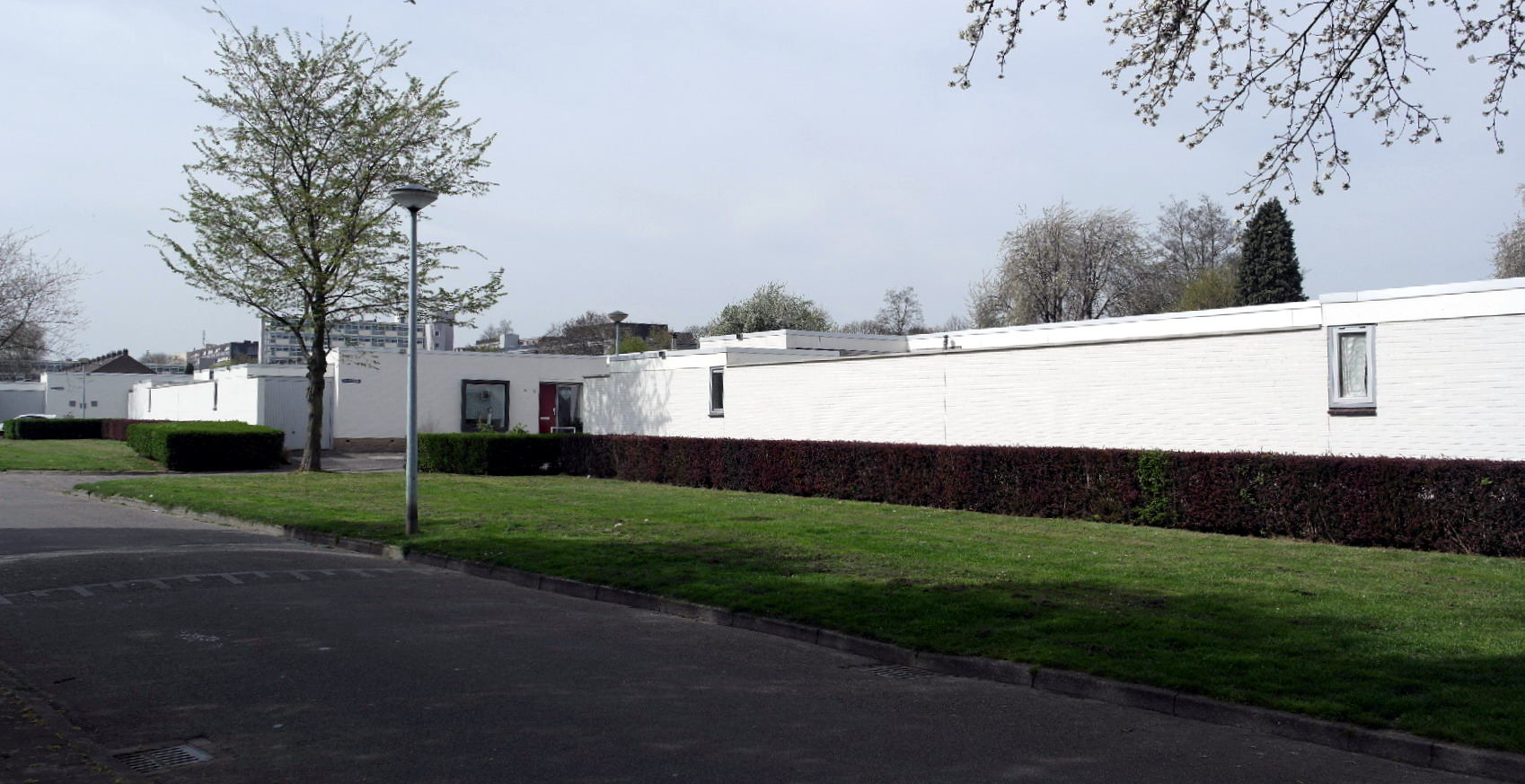
Patiowoningen Malberg

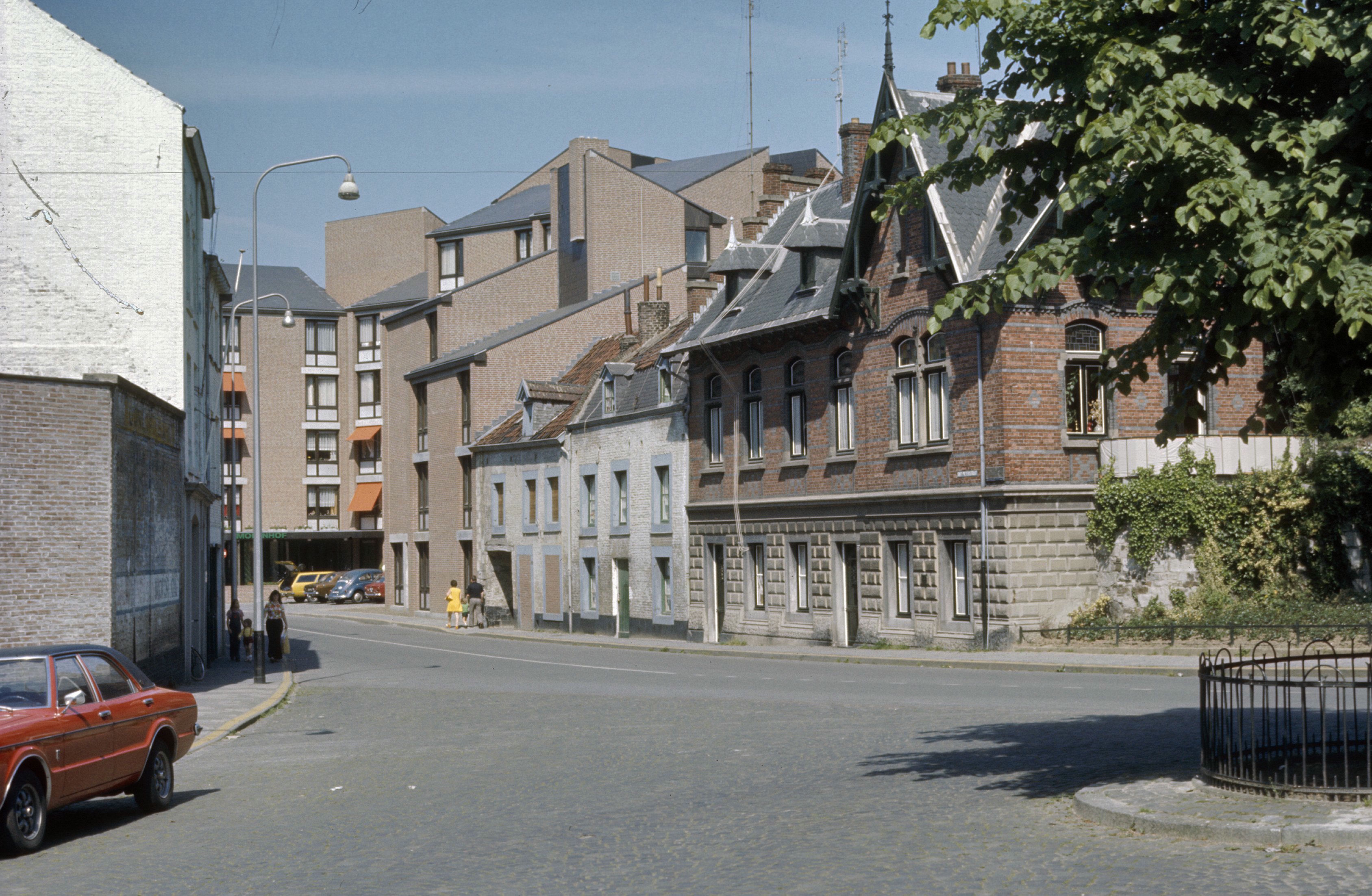
Bejaardencentrum Molenhof

Gerard Snelder (Utrecht, 21 april 1913 – Maastricht, 18 april 2001), was een Nederlands architect.

## Levensloop
Gerard (Gerhardus Johannus Wilhelmus) Snelder werd geboren in Utrecht, waar hij opgroeide en een middelbare opleiding bouwkunde volgde. Omstreeks 1933 en 1934 was hij werkzaam bij Gerrit Rietveld. In 1937 vestigt hij zich als architect te Maastricht, eerst bij het bureau van Alphons Boosten, vanaf 1945 als zelfstandig architect.
Tot eind jaren 1960 werkte hij voornamelijk in de stijl van het functionalisme. Latere ontwerpen, met name in oude binnensteden, tonen een meer aan de omgeving aangepaste stijl. Deze stijl, ook wel pseudo-Maaslandse stijl genoemd, kenmerkt zich door deels zichtbare betonconstructies, bekleed met baksteen, grote volumes die in kleinere eenheden zijn opgedeeld, en in hoogte verspringende daken. De omslag deed zich bij Snelder voor bij de tweede grote uitbreiding van Vroom & Dreesmann Maastricht. Zijn eerste schetsontwerpen uit begin jaren 1960 waren in functionalistische stijl en werden door de monumentencommissie verworpen. Een ontwerp uit 1968 in aangepaste stijl werd goedgekeurd.
Vanaf 1970 was zijn zoon Boudewijn Snelder (1943), opgeleid aan de RWTH Aachen, verbonden aan het bureau, waarvan hij later de leiding kreeg.

## Werk (selectie)
Gerard Snelder ontwierp een groot aantal gebouwen in Maastricht en elders, o.a.:
- Woonhuizen Champs-Elyseesweg in Jekerdal (1952)
- Verbouwing Staargebouw, Henric van Veldekeplein (1953-55; gesloopt in 1997)
- Woningen Kanaleneiland, Utrecht (1955-60)[3]
- Winkelcentrum Caberg (1958)
- Villa Cox-Geelen aan de Scharnerweg in Wittevrouwenveld (1959)
- 1e uitbreiding Vroom & Dreesmann Maastricht, hoekpand Grote Staat-Vijfharingenstraat (ca. 1960; in 2003 sterk verbouwd)
- Annadalflat in Mariaberg (1961)
- Winkel-/kantoorpand Kleine Stokstraat, Maastricht-Binnenstad (1962)
- Eigen woonhuis Gillissenstraat, Simpelveld (1964)
- Patiowoningen Malberg (1963-67)
- Portiekwoningen in Malpertuis (1964-67)
- Mgr. Bekkersflat (Zorgcentrum Tuindorp-Oost) (Utrecht (stad)|Utrecht) (1967-1968; gesloopt in 2020)
- Semi-patiowoningen aan de Slotmakersdreef in Belfort (1968)
- 2e uitbreiding Vroom & Dreesmann Maastricht, pand Kleine Staat-Kersenmarkt-Achter het Vleeshuis (1969-1972; in 2003 sterk verbouwd)
- Galerijflats Palatijnhof, Quirinaalhof en Veliahof in Daalhof (1971-73)
- Titus Brandsmaflat in de wijk Overvecht in Utrecht (1971; in 2007 gesloopt)
- Bejaardencentrum Molenhof (1972)
- Vleugelflat Annakamp in Venlo (1974; in 1999 gesloopt)
- CBS-gebouw Heerlen (gebouwd in twee fases tussen 1975 en 1984)
- Politiebureau Prins Bisschopsingel (1977)
- Masterplan Randwyck (1977)
- Parkresidentie, Blekerij (1978)
- Provinciehuis Limburg in Randwyck (1985-86)
- Appartementengebouw Witmakersstraat (1991)
- Appartementengebouw Havenstraat-Op de Thermen (?)
- Appartementengebouw Lage Kanaaldijk (?)

### Fotogalerij

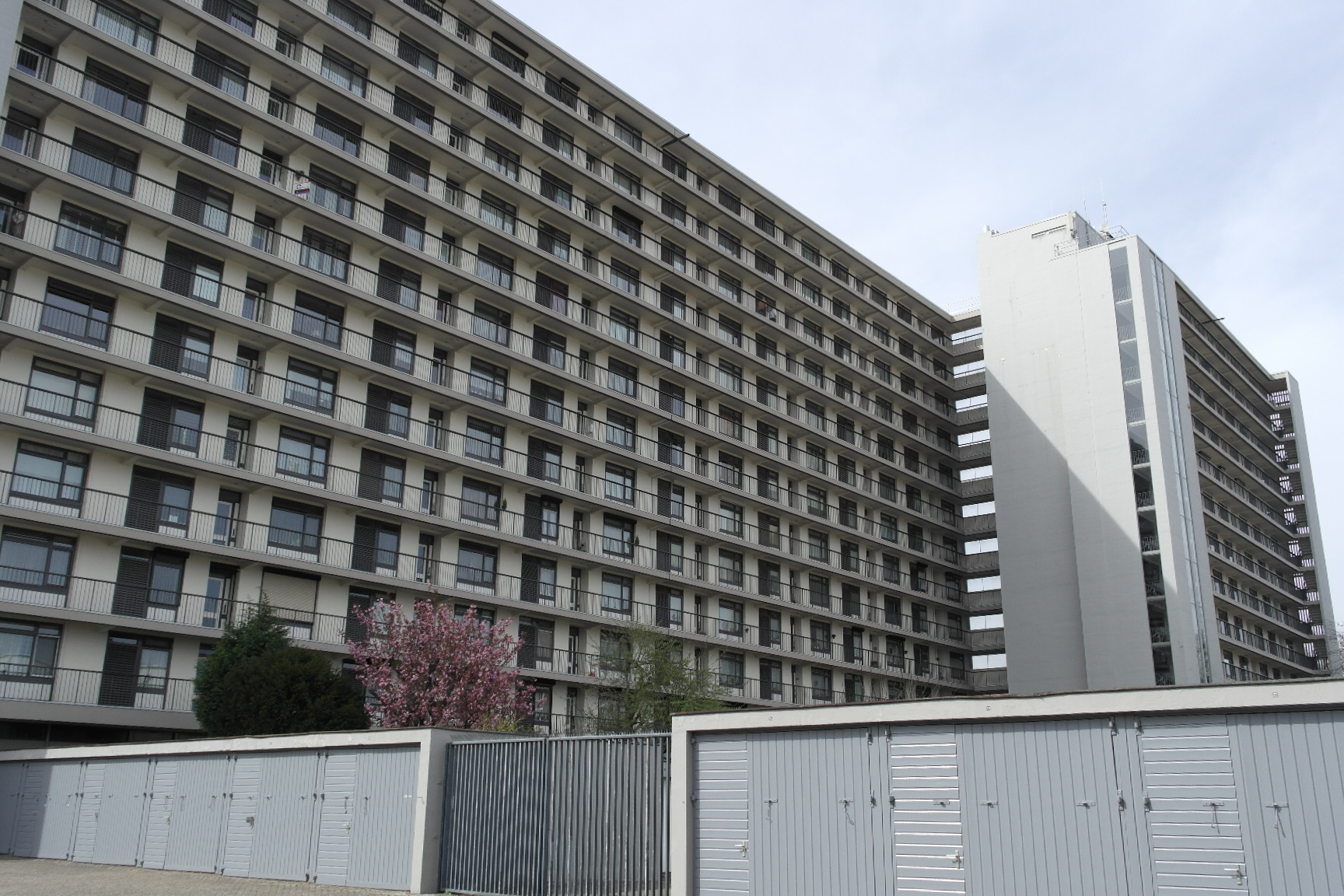
Annadalflat
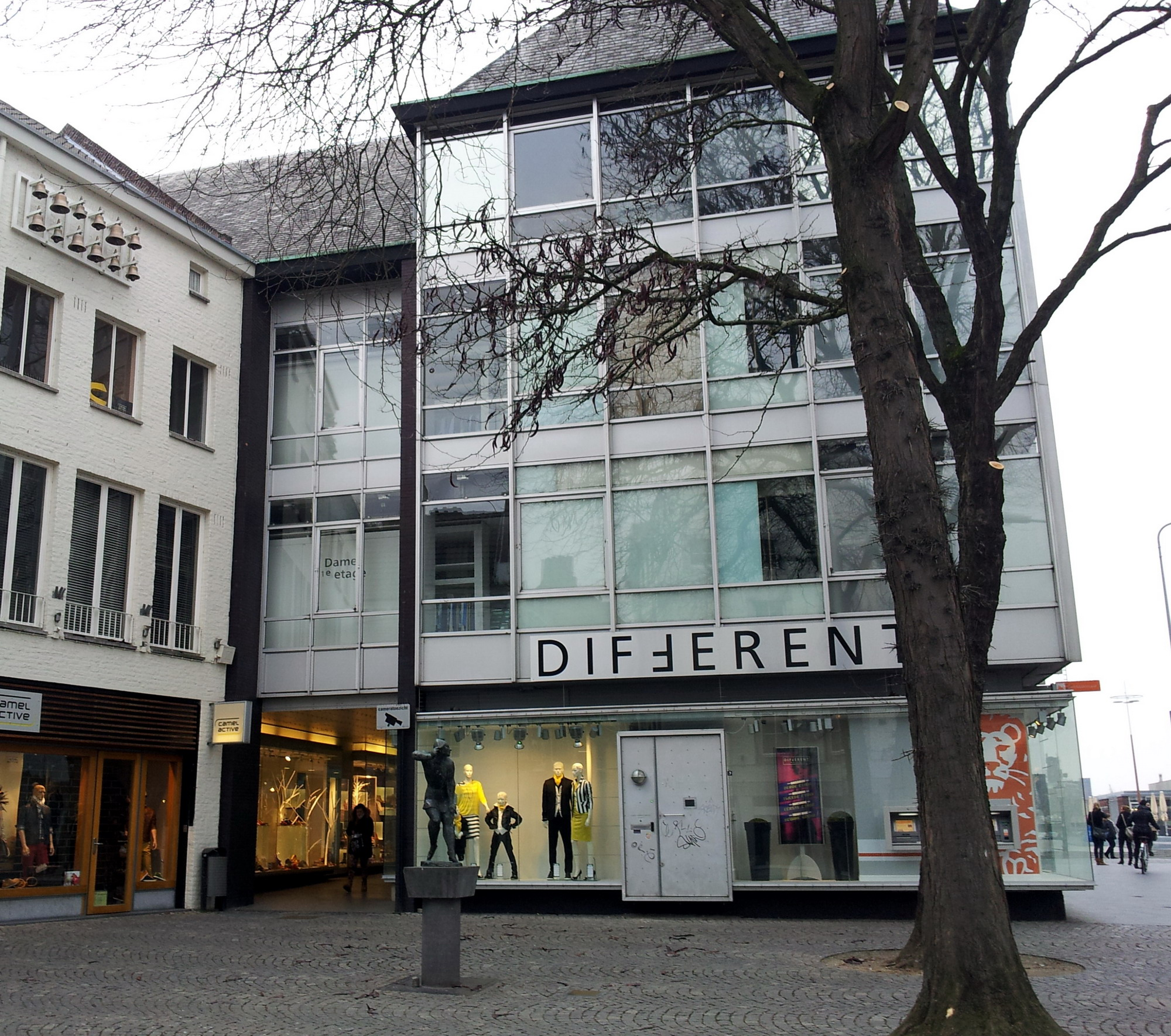
Winkelpassage Stokstraat
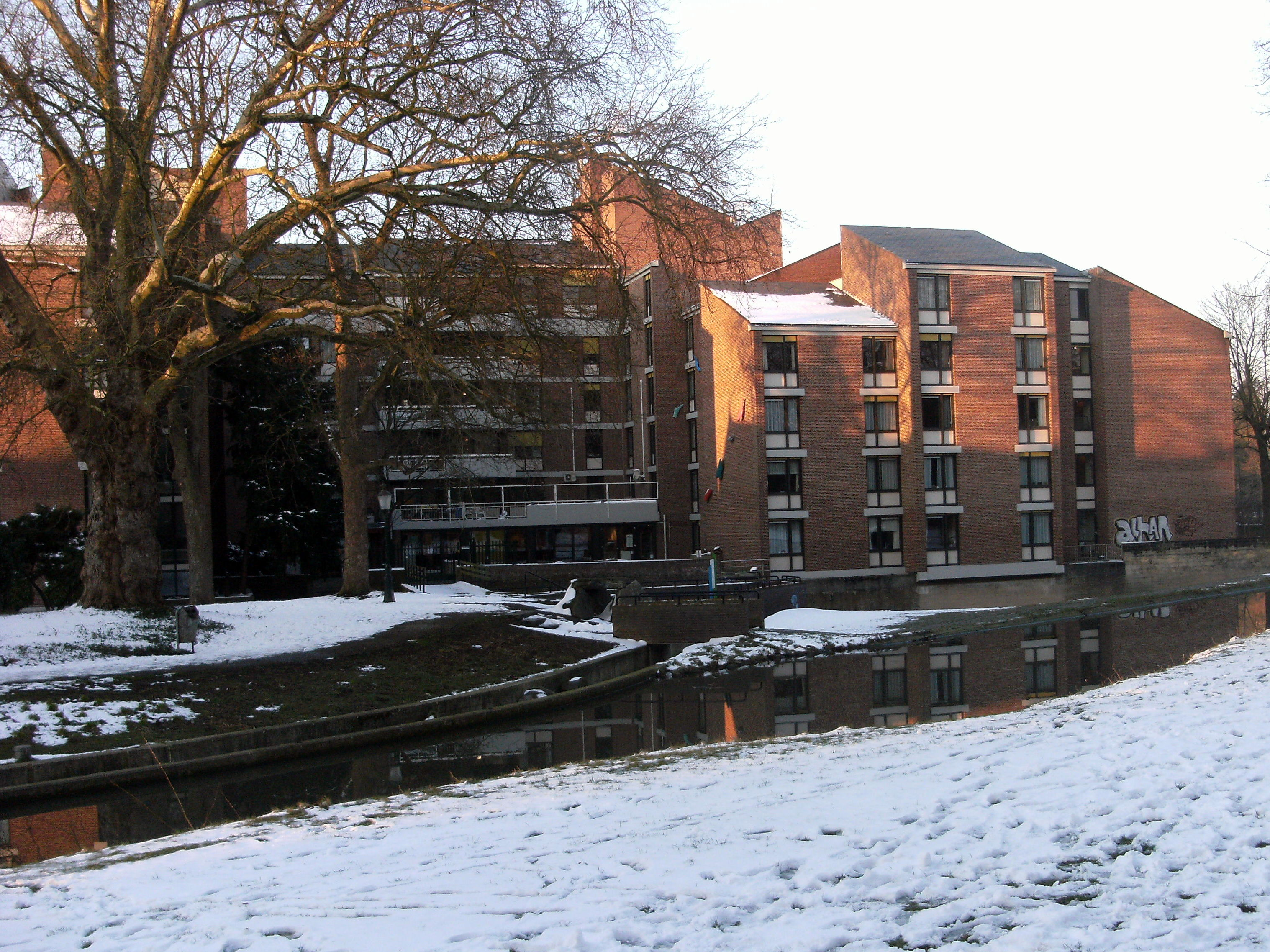
Voormalig Bejaardencentrum Molenhof
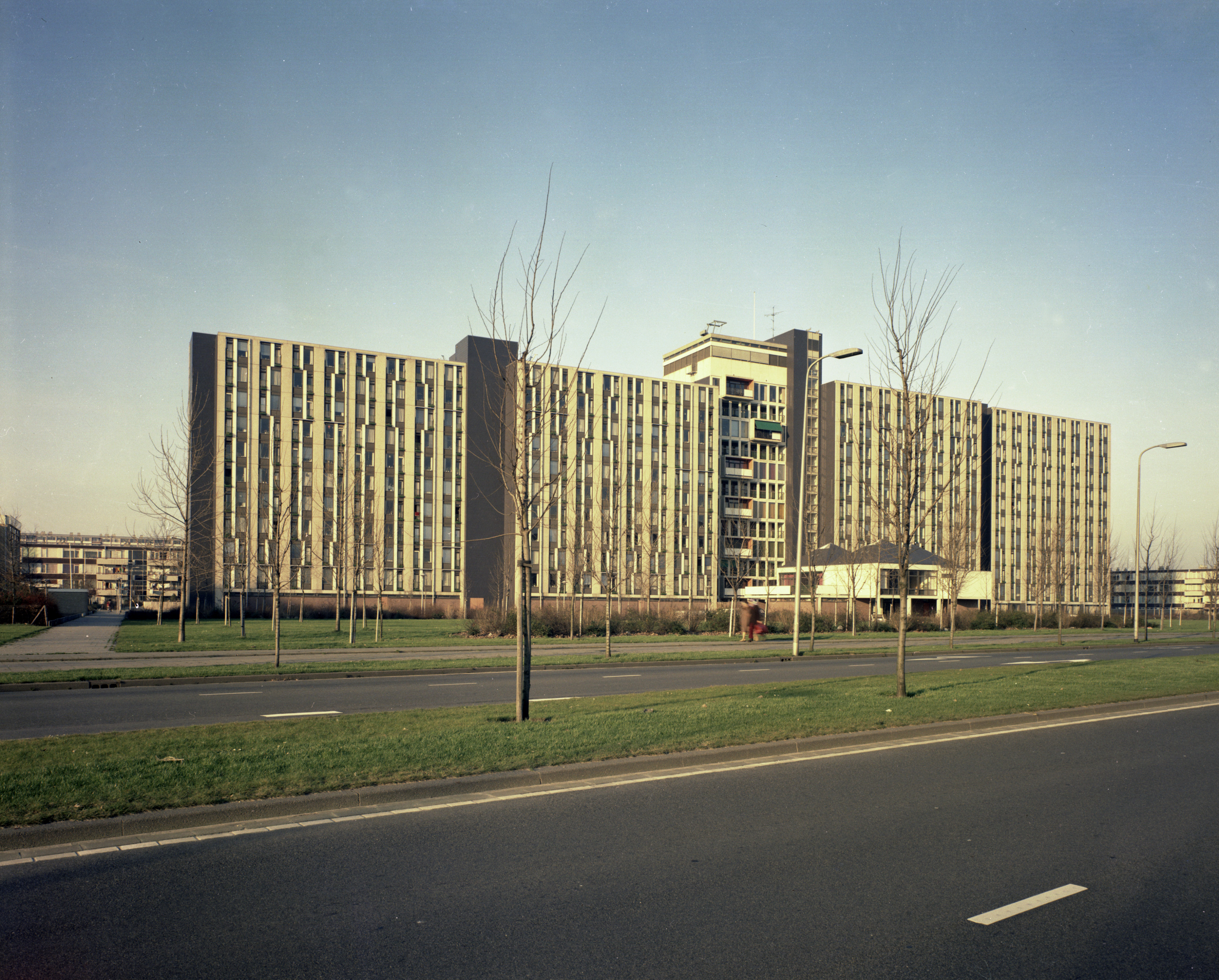
Flatgebouw Titus Brandsma in Utrecht Overvecht
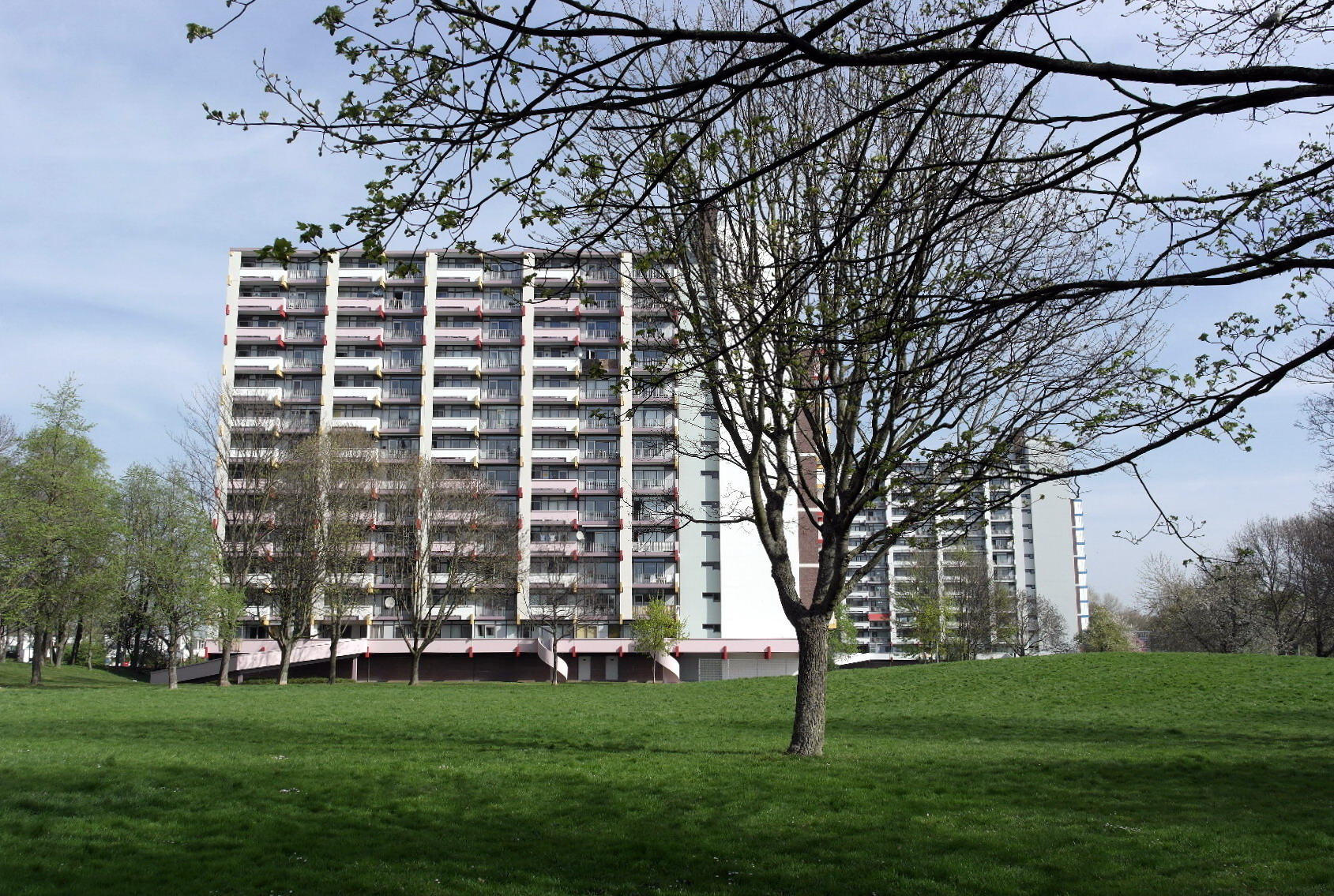
Galerijflat Daalhof
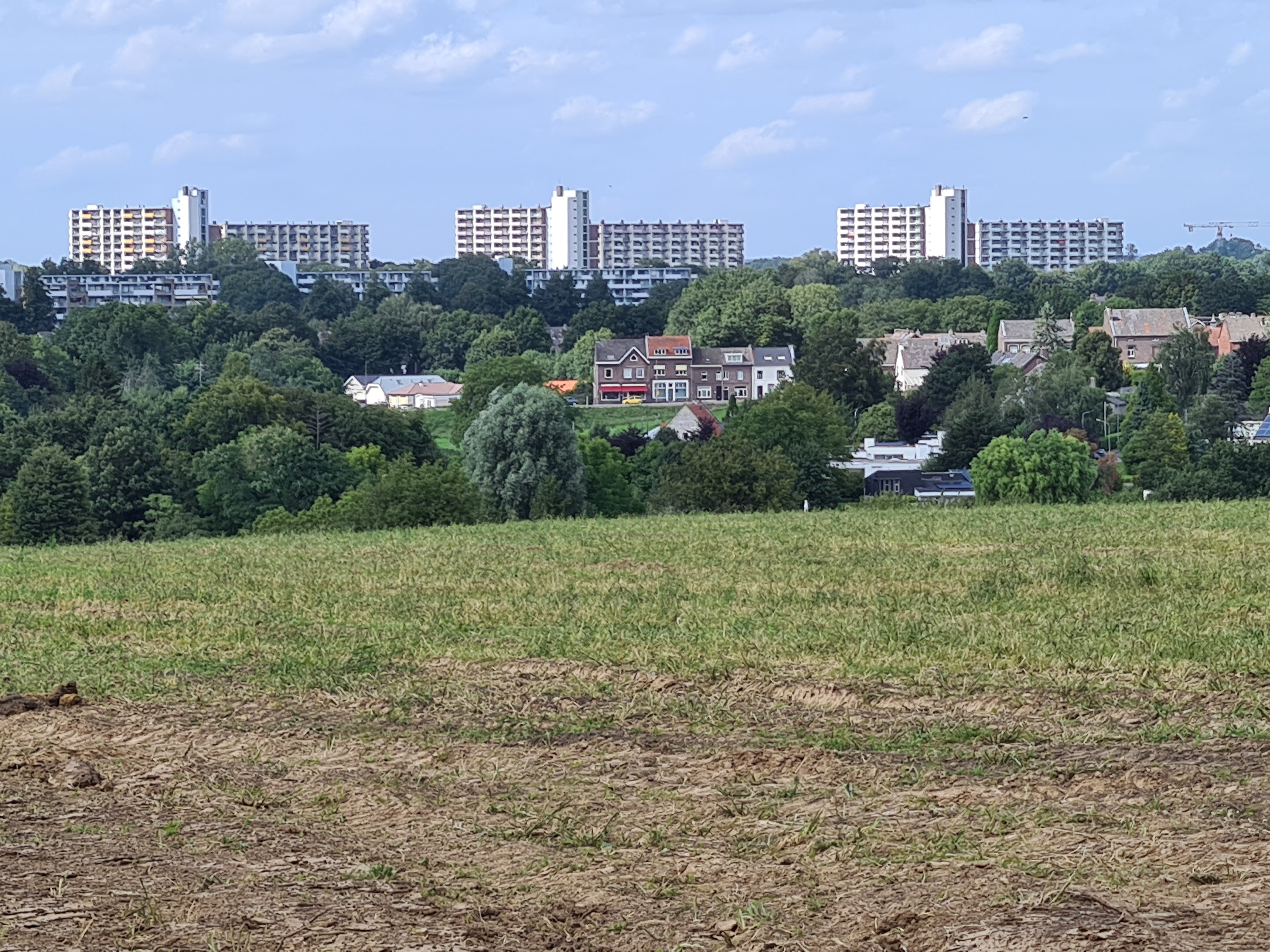
Galerijflats Daalhof vanaf de Louwberg
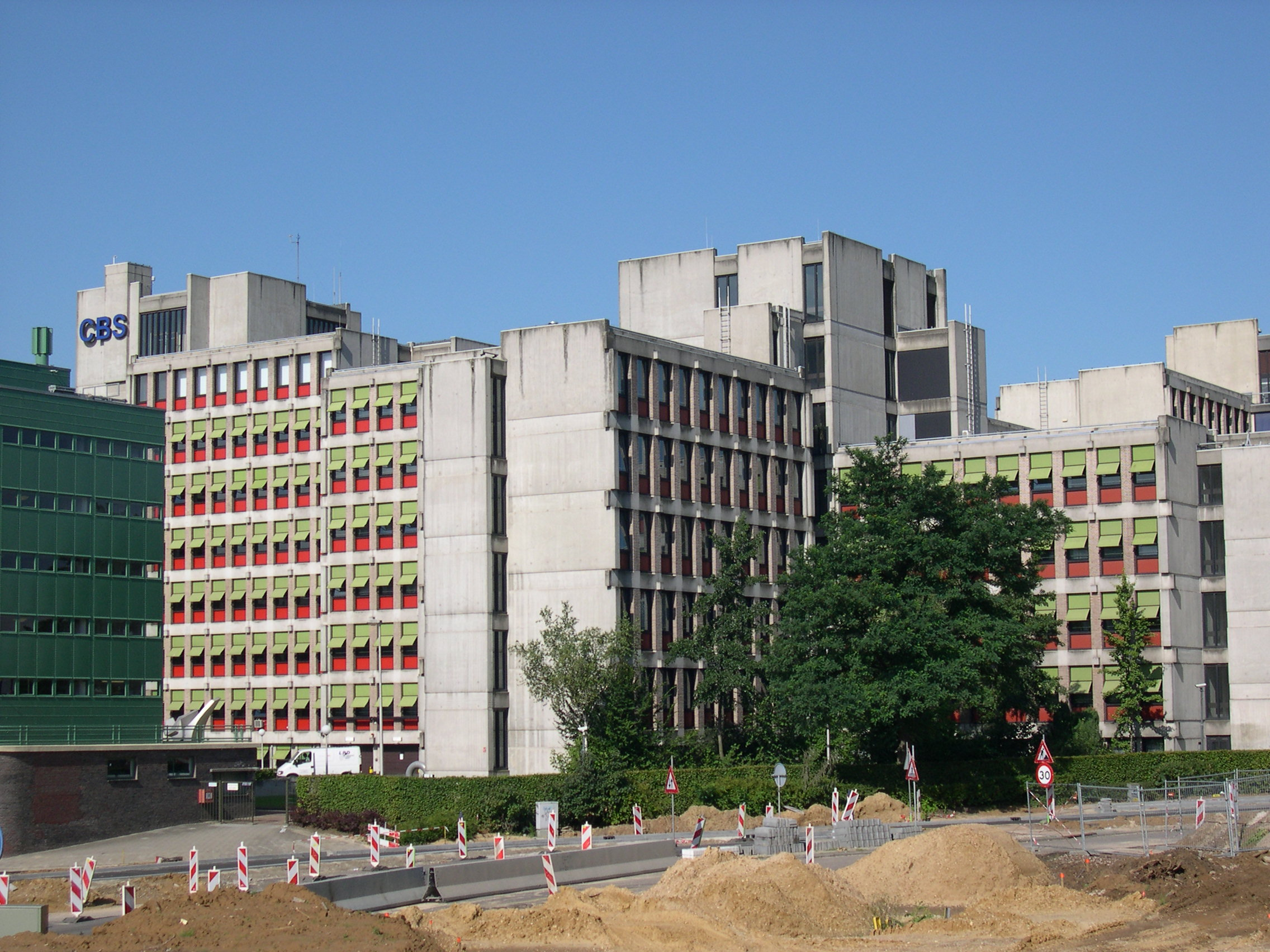
Voormalig CBS-gebouw in Heerlen (nu Carbon6)
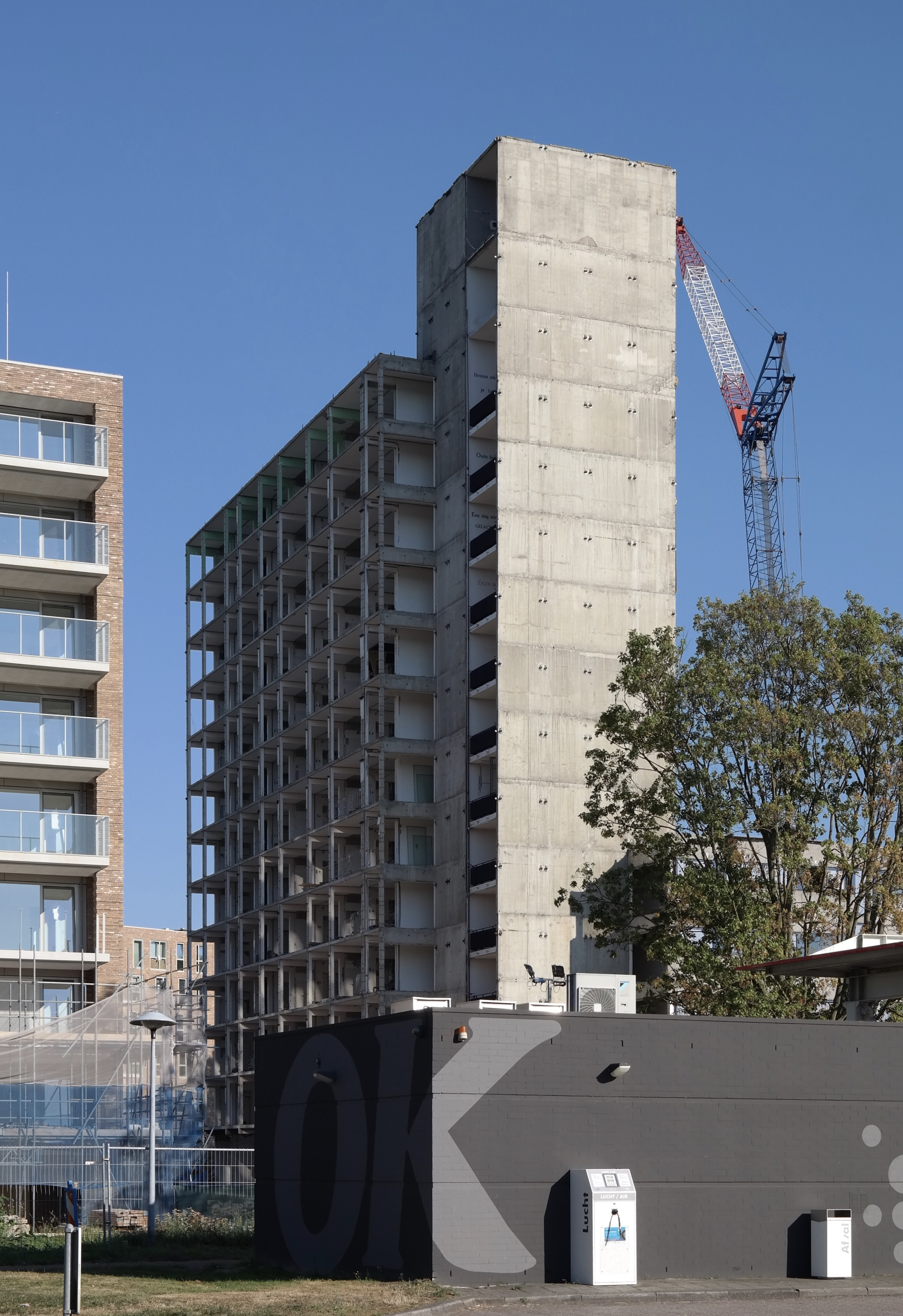
Sloop van het Zorgcentrum Tuindorp-Oost in Utrecht

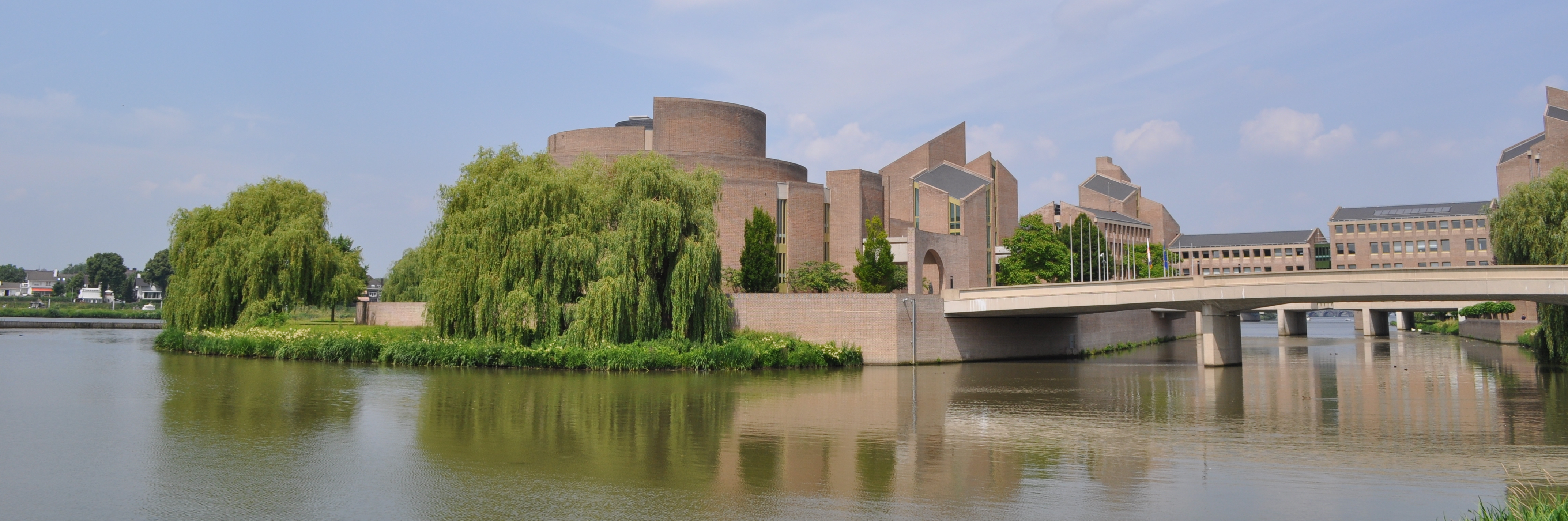
Gouvernement / Provinciehuis Limburg